# Lập trình dựa trên lớp
Lập trình dựa trên lớp (tiếng Anh: class-based programming), hay thông dụng hơn hướng lớp (class-orientation), là một loại lập trình hướng đối tượng (OOP) mà tính kế thừa được xác định bằng cách định nghĩa lớp của các đối tượng, trái ngược với chính các đối tượng (so sánh với lập trình dựa trên nguyên mẫu).
Mô hình phổ biến và phát triển nhất của OOP là mô hình dựa trên lớp, trái ngược với mô hình dựa trên đối tượng. Trong mô hình này, đối tượng là những thực thể mà kết hợp các trạng thái (ví dụ, dữ liệu), hành vi (ví dụ như thủ tục, hay phương thức) và định danh (tồn tại duy nhất giữa tất cả các đối tượng khác). Cấu trúc và hành vi của một đối tượng được định nghĩa bởi một lớp, là một định nghĩa, hay thiết kế chi tiết, của tất cả đối tượng của một kiểu cụ thể. Một đối tượng phải được tạo một cách rõ ràng dựa trên một lớp và một đối tượng, do vậy được xem là một thực thể (instance) của lớp đó. Một đối tượng cũng tương tự như một cấu trúc, với bổ sung cho con trỏ phương thức, kiểm soát truy cập thành viên, và một thành viên dữ liệu ẩn để định vị thực thể của lớp đó (ví dụ đối tượng thật sự của lớp) trong hệ thống phân cấp lớp (điều này cần thiết cho tính năng kế thừa trong thời gian chạy).